# Symbolique du chien
Cet article traite du symbolisme du chien. Pour les animaux issus des œuvres de fiction, voir Chien de fiction

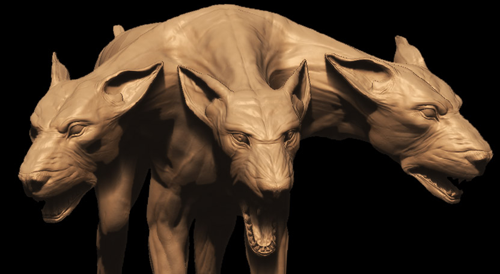
Une représentation classique du chien Cerbère, possédant trois têtes

Le chien et les créatures canines en général sont mentionnés de très nombreuses fois dans les mythes et les légendes.
Ils y possèdent des attributs fantastiques, comme plusieurs têtes, la capacité de cracher du feu, celle de devenir invisible, de guider les âmes des morts... ou encore celle de dévorer la lune et le soleil. La plupart de ces chiens légendaires sont issus de mythes, de légendes, de traditions religieuses et de folklores à travers le monde.
Aux temps modernes, la littérature de fantasy, les jeux de rôle et le cinéma s'en sont souvent inspirés pour créer leurs bestiaires. Ces chiens ont toujours une forte symbolique liée à leur apparence et à leurs attributs, parfois gardiens inflexibles, la plupart  associés au monde des morts, aux enfers ou aux univers chtoniens.

## Symbolique du chien
D'après le dictionnaire des symboles, le chien est lié à une trinité élémentaire terre, eau et lune, à la symbolique végétative, féminine, sexuelle et divinatoire, aussi bien dans le domaine inconscient que pour le subconscient. Son rôle principal est celui de psychopompe, « guide de l'homme durant la nuit de la mort après avoir été son compagnon durant le jour de la vie. »
Dans les églises chrétiennes on peut aussi le voir au pied des personnages représentés sur un cénotaphe (chez les femmes et chez les hommes). Dans ce cas il symbolise la loyauté.

### Chien et alchimie
Dans le bestiaire alchimique et philosophique, la figure du chien dévoré par le loup représente la purification de l'or par l'antimoine, qui est aussi l'avant-dernière étape du Grand œuvre. Le chien et le loup symbolisent le sage, ou le saint, qui se purifie lui-même en se sacrifiant et en se dévorant, pour accéder à la connaissance spirituelle ultime.

## Apparences

### Cynocéphales

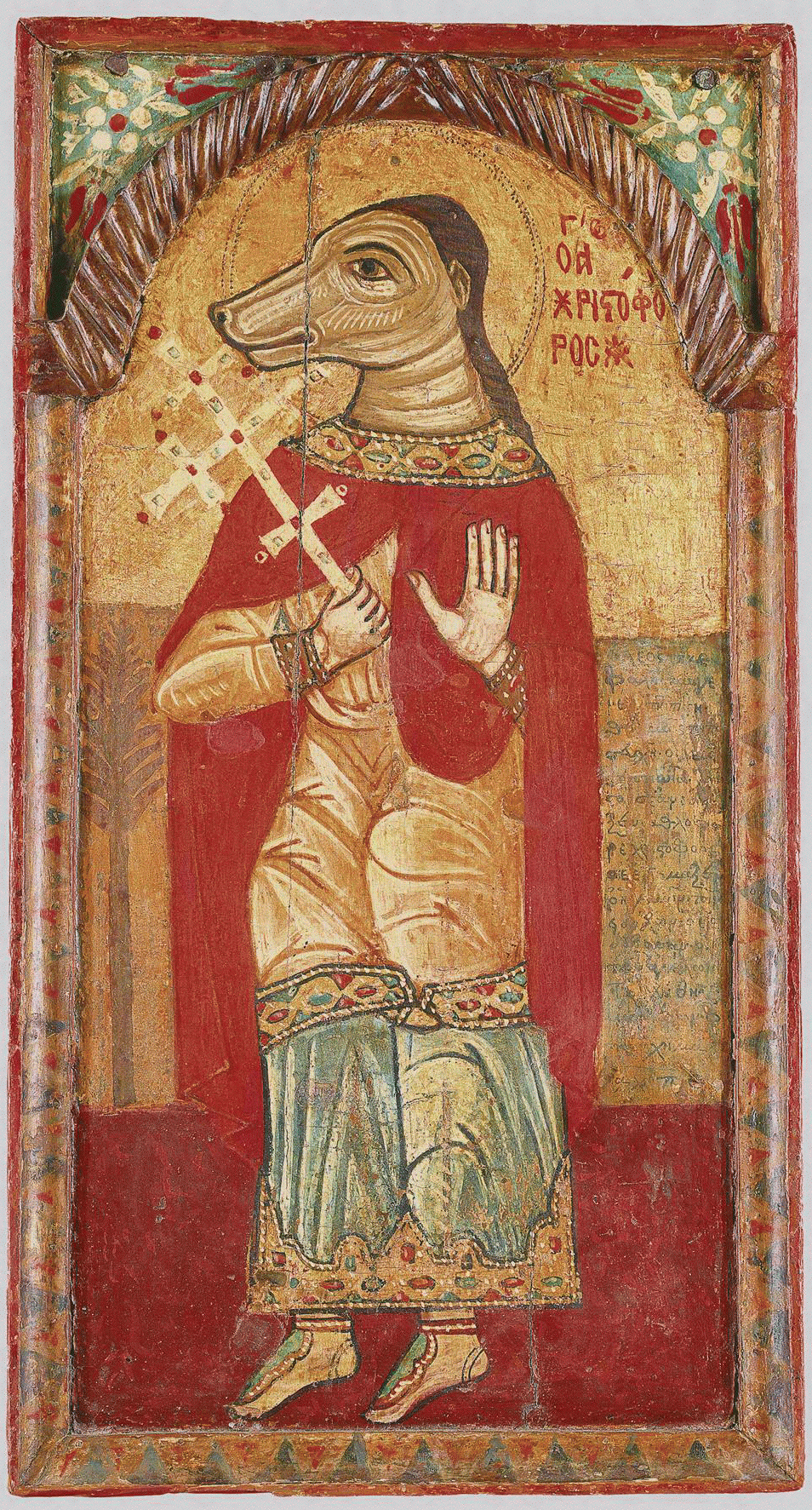
Représentation cynocéphale de St. Christophe

La cynocéphalie est le fait de posséder une tête de chien. Le terme désigne les humanoïdes possédant une tête canine ou celle d'un animal apparenté, comme la hyène ou le chacal. Cette particularité peut concerner aussi bien des divinités que des créatures humanoïdes et thérianthropes. « Cynocéphale » est aussi le nom d'une créature spécifique, présente dans les bestiaires médiévaux. La symbolique du cynocéphale sert généralement à mettre en avant la sauvagerie et la bestialité, notamment dans les représentations antiques grecques et chrétiennes. Dans la mythologie égyptienne, ces créatures ont au contraire pour fonction de garder les lieux sacrés. Il existe de nombreuses variétés de cynocéphales, comme les cynodontes, des hommes à mâchoire de chien. Selon Henri Cordier, la source commune de toutes les légendes médiévales sur des barbares à tête canine peut être trouvée dans la Romance d'Alexandre. Dans les figures chrétiennes orthodoxes, de nombreux cynocéphales sont présents comme Saint Christophe.

## Légendes sur les chiens par origine

### Folklore britannique
Le folklore britannique mentionne plusieurs chiens noirs comme des spectres principalement nocturnes. Leur apparition était considérée comme présage de mort.
Ils sont souvent décrits plus grands et plus gros que des chiens normaux, et dotés d'yeux rougeoyants. Il se dégage d'eux une impression de froid, de découragement et de désespoir. Leurs apparitions sont souvent associées à des orages (comme celle de Bungay, dans le Suffolk) et se situent dans les carrefours, les lieux d'exécution et sur les voies antiques. Au Pays de Galles, elles se limitent à la mer, et aux paroisses du littoral. Sur la côte du Norfolk, ces créatures sont censées être amphibies, sortant de la mer pour voyager de nuit sur les voies isolées. Les origines du mythe du chien noir sont difficiles à discerner. Ceux-ci sont presque toujours malveillants, mais quelques-uns seulement (comme les Barghest) sont dangereux. La plupart ne sont qu'un signe de la mort, associé d'une façon ou d'une autre au diable. Certains, cependant, comme les chiens Gurt à Somerset et le chien de la pendaison Hills, peuvent parfois agir avec bienveillance.

### Mazdéïsme
Le chien est l'animal d'Ahura Mazda dans l'ancienne religion perse, où son rôle est de chasser les mauvais esprits.
Selon l'interprétation de Jean-Paul Roux, le chien est à la fois un esprit protecteur et bénéfique et le support des malédictions divines, ce qui lui fait rejoindre l'ange déchu.

### Mythologie arménienne

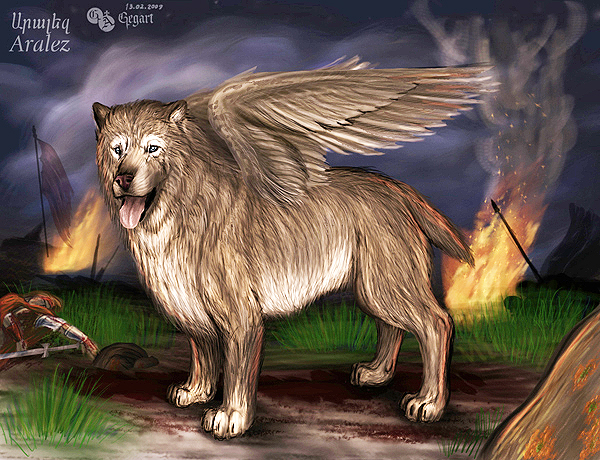
Vue d’artiste de lAralez

L'Aralez est une créature de la mythologie arménienne ressemblant à un chien ailé.
D'après le mythe, il vivrait dans le ciel ou sur le mont Ararat, et aurait le pouvoir de ressusciter les morts en léchant leurs plaies : ainsi, il descendrait de son environnement pour faire revivre les héros. Selon la légende, à la mort de Moušeł Ier Mamikonian, ses proches auraient placé son cadavre sur une tour dans l'espoir que les Aralezes le lèchent et le fassent revivre.

### Mythologique celtique
Le chien de la mythologie celtique le plus connu est lié à un héros : Cúchulainn (traduit  « [celui qui a tué] le chien de Culann »).
Ce personnage, un demi-dieu, fils de Lug et de Eithne, a obtenu son nom en tuant à l'âge de cinq ans le chien (cu) de Culann, le forgeron du roi.
Il est le héros combattant par excellence.

### Mythologie centraméricaine
Au Mexique, des chiens étaient élevés spécialement pour accompagner et guider les âmes des morts dans l'au-delà.
Ces chiens, « couleur de lion » c'est-à-dire de soleil, « accompagnaient le défunt comme Xolotl avait accompagné le soleil pendant son voyage sous la terre ». Le chien était parfois sacrifié à la mort de son maître afin de l'aider à franchir les neuf fleuves qui le séparaient de Chocomemictlan, le royaume des morts.

### Mythologie grecque

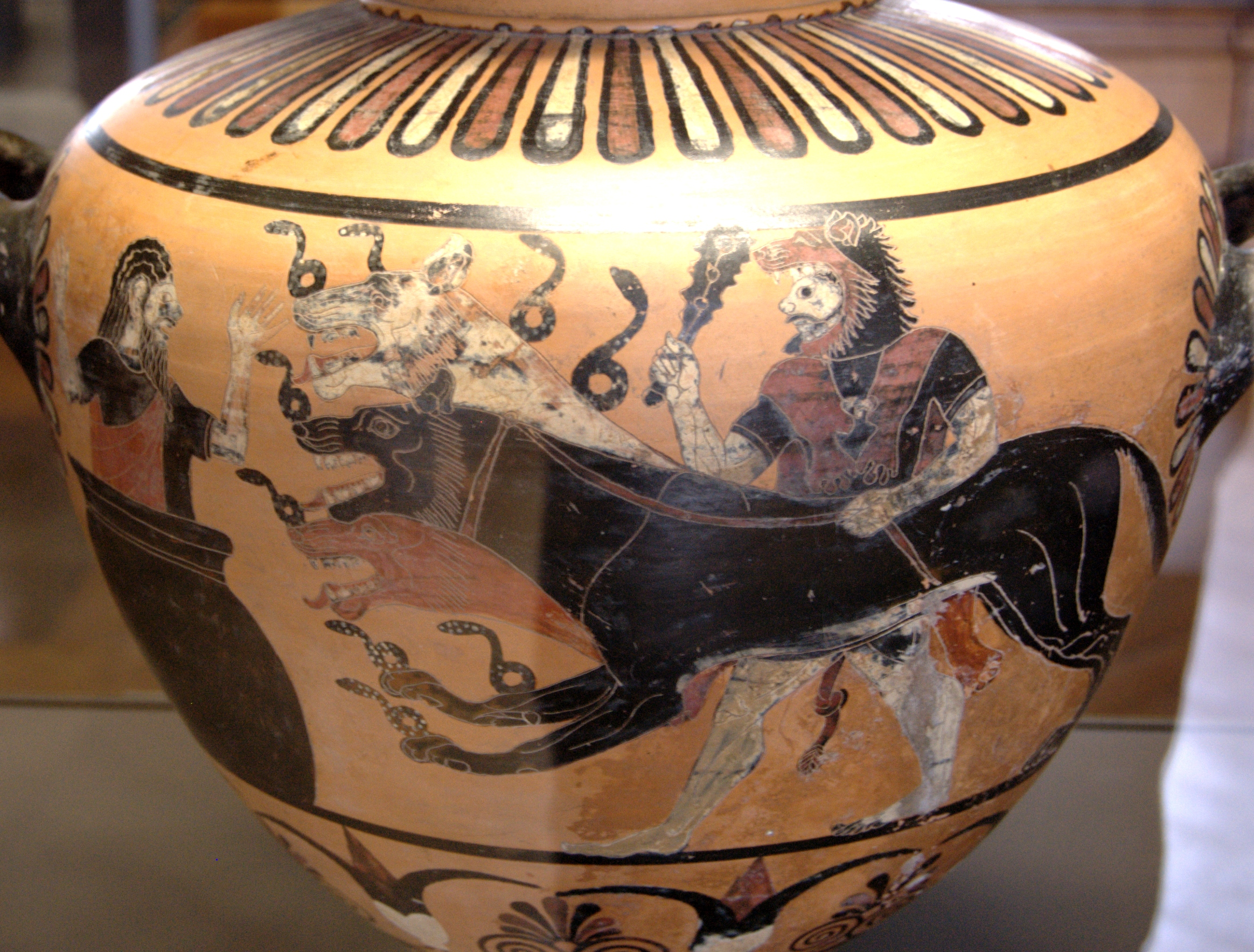
Héraclès, Cerbère et Eurysthée, hydrie à figures noires, v. 525 av. J.-C., musée du Louvre (E 701)

Parmi les chiens de la mythologie grecque, le gardien des Enfers, Cerbère, est décrit comme un être monstrueux à trois têtes et à queue de serpent, capable de cracher du feu, et empêchant ceux qui passent le Styx de s'enfuir. Il a parfois cinquante têtes ou même cent.

### Mythologie nordique
La mythologie nordique est très riche en loups, chiens et autres canidés monstrueux.
Par exemple, le chien Garm garde l'entrée du Niflheim (le pays des glaces et des brumes) et ressemble à Cerbère par son rôle de gardien infernal.

### Sirius et la canicule
Plusieurs cultures mentionnent le « jour du chien » ou canicule, du latin canicula « petite chienne ».
Il était donné aux jours où l'étoile Sirius se levait initialement avec le Soleil, c'est-à-dire du 22 juillet au 23 août, les jours du débordement du Nil ainsi que les plus chauds.
Sirius, qui signifie  « ardent » [référence], était le nom de l'un des chiens — avec Procyon — du héros Orion : les deux étoiles homonymes font partie de la constellation du Grand Chien (Canis Major), du Petit Chien (Canis Minor) pour Procyon. Orion et le Grand Chien furent placés dans le ciel à la suite du décès tragique d'Orion.
Dans la tradition chrétienne, saint Christophe, le saint cynocéphale (voir plus haut), a sa fête le 21 août, c'est-à-dire en fin de période caniculaire.